# Herrmann-Debroux metróállomás
A Herrmann-Debroux a brüsszeli 5-ös metró (Érasme - Herrmann-Debroux) délkeleti végállomása.

## Jellemzők

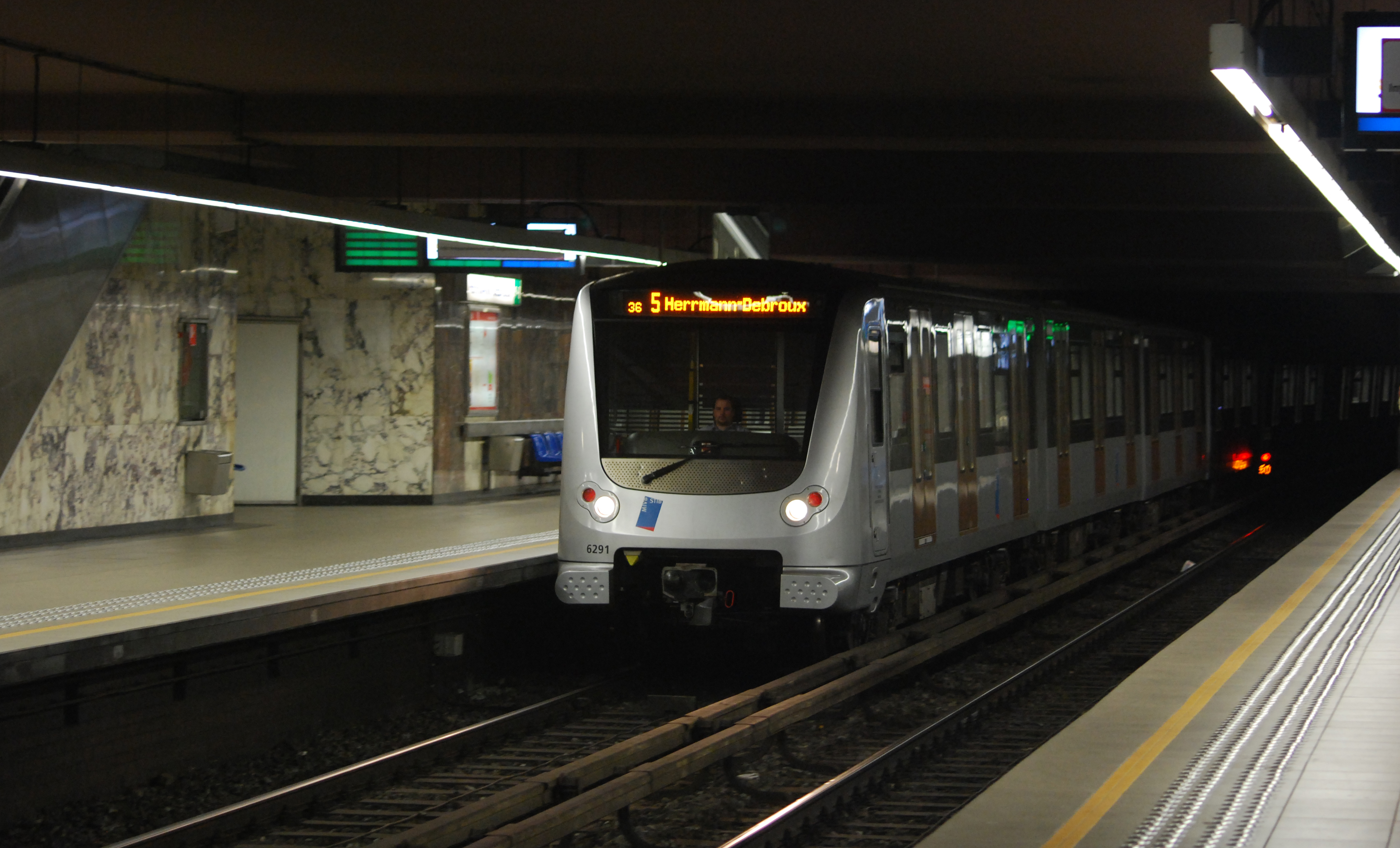
Egy „BOA” szerelvény érkezik a végállomásra

Az állomás a fölötte elhelyezkedő avenue Herrmann-Debroux-ról és az azonos nevű viaduktról kapta a nevét, amelyek Carl Herrmann-Debroux-ról, Auderghem városrész régi polgármesteréről lettek elnevezve.
Két lejárata van az állomásnak az avenue Herrmann-Debroux és a boulevard du Souverain kereszteződésénél, az előbbi út két oldalán.

## További információk

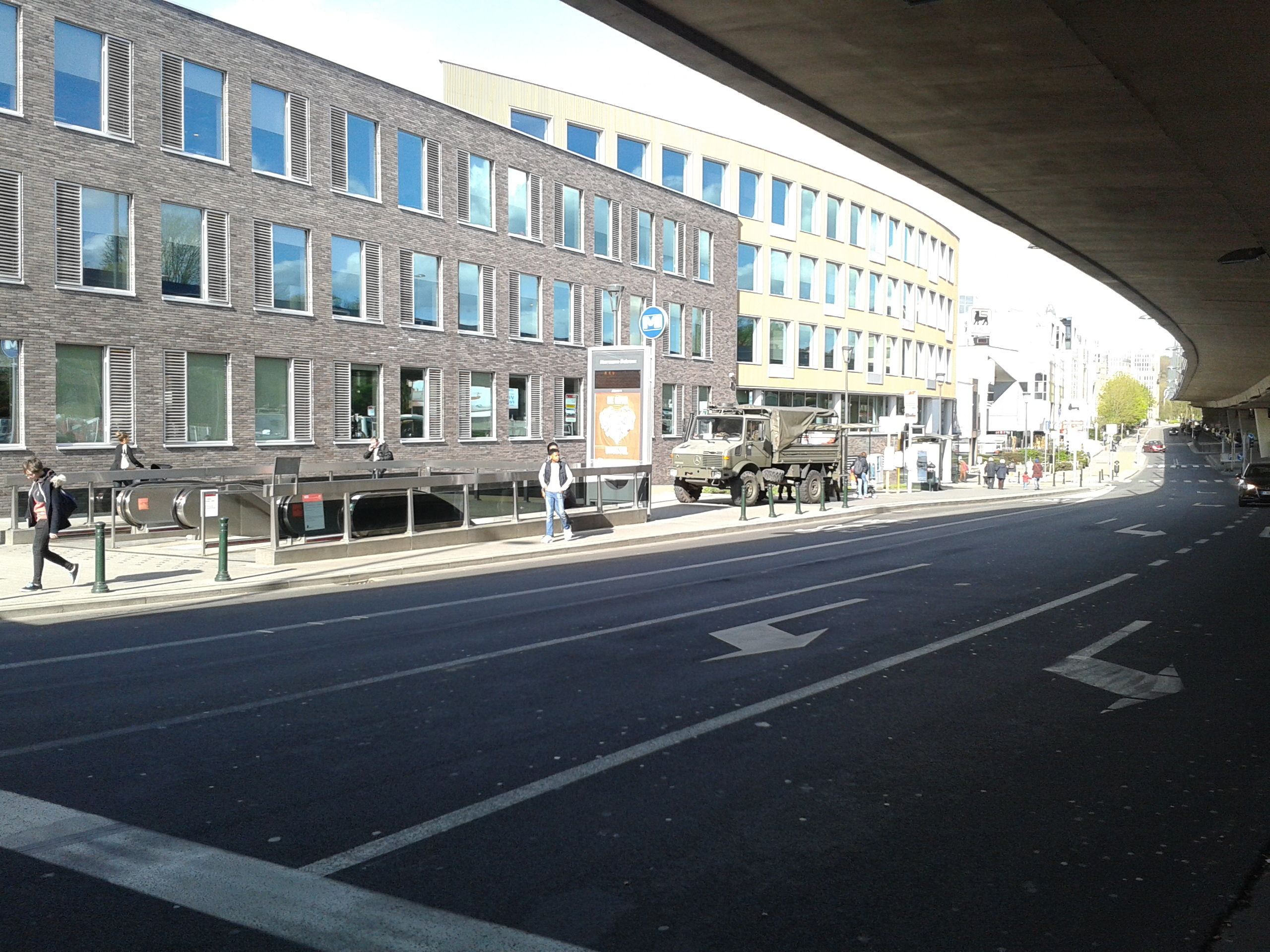
Katonai jelenlét 2016 áprilisában az egyik metrólejárónál

## Átszállási lehetőségek
| 5 (Érasme – Herrmann-Debroux) |                        | |
| Állomás                       | Átszállási lehetőségek | Fontosabb létesítmények |
| Herrmann-Debroux              | 94 - 41 72 N09         | Rouge-Cloître apátság, Soignes-i erdő, Jean Massart botanikus kert (ULB), ADEPS sportcentrum (Centre Sportif de la Forêt de Soignes), Val-Duchesse |